# Bioscience, Biotechnology, and Biochemistry
Bioscience, Biotechnology, and Biochemistry（バイオサイエンス, バイオテクノロジー, アンド バイオケミストリー）は、日本農芸化学会が発行する査読付き科学学術雑誌である。1924年に、Bulletin of the Agricultural Chemical Society of Japan（日本農芸化学会紀要）として創刊され、1961年にAgricultural and Biological Chemistryと改称された 1992年に現在の雑誌名になった。。

## 領域
Bioscience, Biotechnology, and Biochemistryは、動物、植物、微生物が示す生命現象、それらによって作り出される産物の化学構造と機能、およびそれらに関連する事柄について化学的、生物学的に解析した研究論文を公開している。本誌は，日本農芸化学会がカバーする有機・生物有機化学、酵素学、動物科学、物理・分析化学、生体高分子科学、食品科学、微生物学（ウイルス学を含む）、植物科学、環境科学など幅広い分野の論文を掲載し、これらの分野における優れた基礎・応用研究を世界の読者に伝える大きな役割を担っている。

## 近年の出版状況
Bioscience, Biotechnology, and Biochemistryは、2021年より、編集出版事業をOxford University Press社へ委託しており、それと同時に紙面のデザインも一新した。現在、論文の採択からオンライン掲載までは1週間程度となっている。また、オンライン掲載された論文は24時間以内にPubMedを含め、様々なデータベースへ収録されている。これにより、本ジャーナルの論文は掲載後すぐに世界中で内容が確認され、他の研究者に引用されるような状態となっている。

また、Bioscience, Biotechnology, and Biochemistry誌は、2016年以降1年に1回程度、以下に示すように特集号を発行している。
2021
”Natural Product Chemistry” (Volume 85, Issue 1, January 2021)
2019
”Expansion and Foresight of Zymology/ Zymurgy” (Volume 83, Issue 8, August 2019)
2018
”Recent advances in isoprenoid studies” (Volume 82, Issue 6, June 2018)
”Functional Food Science” (Volume 82, Issue 4, April 2018)
2017
”Food Engineering Science”  (Volume 81, Issue 4, April 2017)
2016
”Fungal Molecular Biology and Biotechnology” (Volume 80, Issue 9, September 2016)

## 収録されているデータベース
Bioscience, Biotechnology, and Biochemistryは以下のデータベースをはじめ様々なデータベースに収録されている。
- Scopus
- ProQuest
- Ovid
- EBSCO
- CABIBIOSIS Previews
- Chemical Abstracts Service
- Current Contents/Agriculture, Biology &　Environmental Sciences
- Current Contents/Life Sciences
- Compendex
- Food Science and Technology Abstracts
- GeoRef
- MEDLINE/PubMed
- Science Citation Index

2020年のインパクトファクターは2.043である。